# Polykarbonat

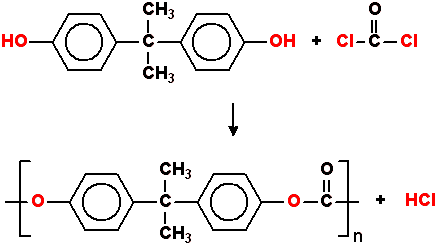
Syntes av polykarbonat ur bisfenol-A och fosgen.

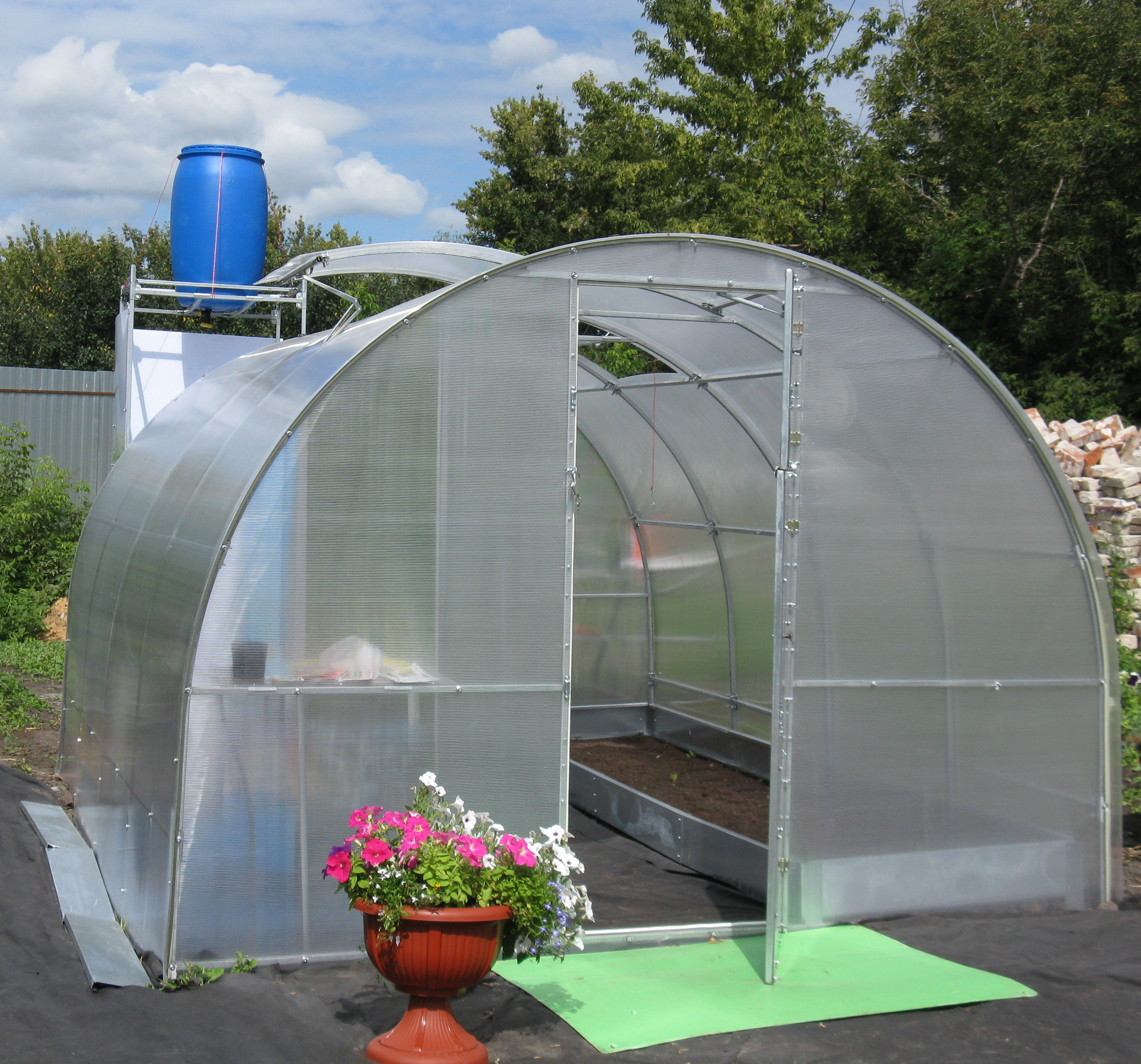
Ett växthus av polykarbonat.

Polykarbonat (PC) är en transparent termoplast med exceptionell hållbarhet och är ca 250ggr starkare än glas. Polykarbonat används främst till butiksfönster och dörrfönster som ska vara stöt- och slagtåliga, den används också bland annat till visir, maskinskydd, båtrutor och flygplansfönster CD-skivor och andra produkter som behöver vara hållbara och transparenta. Polykarbonat marknadsförs under varumärken som Hammerglass®, Lexan®, Exolon® (tidigare Makrolon®) m.fl.
Polykarbonat är lätt att förväxla med plexiglas. Plexiglas är dock en akrylplast som är sprödare än det sega polykarbonatet. Man kan skilja materialen åt genom att bända dem. Plexiglaset kommer då brytas av medan polykarbonatet böjs.
Polykarbonat kan brinna i luft, men underhåller ej förbränning, d.v.s. det är självslocknande.

## Bearbetningsmetoder
- Varmformning
- Varmbockning
- Kallbockning
- Svetsning med hetluftstråle
- Svetsning med ultraljud
- Limning med epoxilim
- Formsprutninig
- 3D printing